# دیوید کورتز
دیوید کورتز (انگلیسی: David Kurtz) موسیقی‌دان و آهنگساز اهل ایالات متحده آمریکا و عضو انجمن آهنگسازان، پدیدآوران و ناشران آمریکا است.
از فیلم‌ها یا مجموعه‌های تلویزیونی که وی در آن‌ها نقش داشته‌است، می‌توان به جسور و زیبا، سفر به مرکز زمین و اندوه شدید اشاره نمود.